# Lupulella
A Lupulella a ragadozók (Carnivora) rendjébe tartozó kutyafélék (Canidae) családjának egy Afrikában élő genusa, ahová két ma élő faj tartozik.

## Rendszerezés
A genus két faját, a panyókás-és sujtásos sakált hagyományosan a Canis genushoz sorolják. Egy 2017-es rendszertani áttekintés azt javasolta, hogy ezt a két fajt ismerjék el a Lupulella genusnak. Ezen felülvizsgálatra válaszul az Amerikai Mammalógusok Társasága (American Society of Mammalogists) új genusként ismerte el.
2019-ben, az IUCN és a Kinológiai Specialista Csoport által szervezett vizsgálatok arra következtettek, hogy a panyókás sakál (Lupulella mesomelas) és a sujtásos sakál (Lupulella adusta) egy monofiletikus oldalágat alkotnak, amely a Canis/Lycaon/Cuon kládon kívül helyezkedik el, ami arra enged következtetni, hogy ez egy önálló genus a kutyafélék családján belül, ami a Lupulella.

### Fajai
A nembe az alábbi 2 élő faj tartozik:
- sujtásos sakál (Lupulella adusta)
- panyókás sakál (Lupulella mesomelas)

## Fordítás
- Ez a szócikk részben vagy egészben  a   Lupulella című angol Wikipédia-szócikk ezen változatának fordításán alapul.  Az eredeti cikk szerkesztőit annak laptörténete sorolja fel. Ez a jelzés csupán a megfogalmazás eredetét és a szerzői jogokat jelzi, nem szolgál a cikkben szereplő információk forrásmegjelöléseként.